# Ewa Wiśnierska
Ewa Wiśnierska (ur. 23 grudnia 1971 w Nysie) – polska pilotka sportu paralotniowego.
W 2000 roku rozpoczęła przygodę z paralotniarstwem w Polsce. Od 2004 roku jest zawodniczką i członkinią reprezentacji Niemiec w paralotniarstwie. Na stałe mieszka w Aschau im Chiemgau w Niemczech, gdzie pracuje jako instruktor paralotniarstwa we własnej szkole lotniczej. Prowadzi również własną firmę, która oferuje wykłady i seminaria na temat motywacji i rozwoju osobowości.

## Kariera sportowa
14 lutego 2007 podczas zawodów treningowych do Mistrzostw Świata w Paralotni w Australii, została zassana do chmury cumulonimbus na ok. 10 tys. metrów (9864 m wg wysokościomierza barometrycznego, 10 096 m wg GPSu; wyżej niż wysokość Mount Everest), gdzie temperatura sięga ok. -50 °C. Straciła przytomność na ok. 45 minut na poziomie 7 tys. m, odzyskała ją również na zbliżonej wysokości. Wylądowała po trzech i pół godziny lotu, 60 km na północ od miejsca startu na Mt Borah. Wiśnierska doznała odmrożenia na uszach i nogach. W burzy zginął 42-letni chiński paralotniarz He Zhongpin, trafiony przez piorun. Wiśnierska od tej pory poświęca się bezpieczeństwu w paralotniarstwie zawodniczym.
5 grudnia 2007 Ewa Wiśnierska poleciała w RPA na dystans 300,4 km (otwarty) czym ustaliła nowy rekord Niemiec (który wcześniej wynosił 219 km). Podczas tego lotu zdecydowała się na przedwczesne lądowanie z powodów bezpieczeństwa, rezygnując z pobicia rekordu świata (wtedy 302.9 km), na którego zdobycie miała jeszcze wystarczającą wysokość.
W lipcu 2008 została mistrzynią Europy.
W styczniu 2009 na Mistrzostwach Świata w Valle de Bravo w Meksyku, Wiśnierska przerwała swój start w zawodach. Warunki były bardzo niebezpieczne i wymagające, co w końcu doprowadziło do tragicznego wypadku i kosztowało życie pilota Stefana Schmokera ze szwajcarskiego zespołu. Od tamtej pory nie ściga się w zawodach. Pracuje jako instruktorka szkole pilotażu.

## Osiągnięcia sportowe
- 2004 - Paralotniowe Mistrzostwa Europy - 2 Pozycja
- 2004 - Int. Swiss Open - 1 Pozycja
- 2004 - Int. Nordic Open - 2-ga w Rankingu, 1 Pozycja wśród kobiet
- 2004 - Int. Mistrzostwa Niemiec - 6-ta w Rankingu, 1 Pozycja wśród kobiet
- 2004 - Int. Berchtesgaden Open - 1 Pozycja wśród kobiet
- 2004 - Puchar Niemiec - Ogólne zwycięstwo
- 2005 - Paragliding World Cup - klasyfikacja końcowa wśród kobiet
- 2005 - Paragliding World Cup Portugalia - 1 Pozycja wśród kobiet
- 2005 - Paragliding World Cup Włochy - 1 Pozycja wśród kobiet
- 2005 - Paragliding World Cup Serbia - 1 Pozycja wśród kobiet
- 2005 - Paragliding World Cup Francja - 1 Pozycja wśród kobiet
- 2005 - Int. Mistrzostwa Niemiec - 1 Pozycja wśród kobiet
- 2005 - Paragliding World Cup Champion - Ogólne zwycięstwo wśród kobiet
- 2006 - Paragliding List Ranking World - 1 Pozycja wśród kobiet
- 2006 - Paralotnie Mistrzostwa Europy - 2 Pozycja wśród kobiet
- 2006 - Paragliding World Cup Austria - 1 Pozycja wśród kobiet
- 2006 - Int. Mistrzostwa Niemiec - 1 Pozycja wśród kobiet
- 2006 - Paragliding World Cup Brazylia - 1 Pozycja wśród kobiet
- 2007 - Niemiecki rekord open dystans 300.4 km
- 2007 - Mistrzostwa Świata Ogólnie - 2 Pozycja wśród kobiet
- 2007 - Puchar Świata Argentyna - 2 Pozycja wśród kobiet
- 2007 - Mistrzostwa Świata Turcja - 2 Pozycja wśród kobiet
- 2007 - Niemiecki Ligue - 1 Pozycja wśród kobiet
- 2007 - Schmitt Cup - 6 Ogólnie ranking
- 2007 - Schmitt Cup - 1 Pozycja wśród kobiet
- 2007 - Mistrzostwa Niemiec - 1 Pozycja wśród kobiet
- 2007 - Mistrzostwa Świata Włochy - 2 Pozycja wśród kobiet
- 2007 - Greifenburg Open - 1 Pozycja wśród kobiet
- 2007 - Monarca Open Meksyk - 1 Pozycja wśród kobiet
- 2008 - Paragliding List Ranking World - 1 Pozycja wśród kobiet
- 2008 - Mistrzostwa Świata ogólna - 2 Pozycja wśród kobiet
- 2008 - Mistrzostwa Świata Castelo / Brazylia - 1 Pozycja wśród kobiet
- 2008 - Mistrzostwa Europy - 1 Pozycja wśród kobiet
- 2008 - Mistrzostwa Świata Castejon / Hiszpania - 1 Pozycja wśród kobiet
- 2009 - Paragliding List Ranking World - 1 Pozycja wśród kobiet
- 2009 - Int. Bavarian Championship - 1 Pozycja wśród kobiet
- 2009 - Mistrz Niemiec
- 2009 - Niemiecki League - 1 Pozycja wśród kobiet
- 2010 - Nepal Paragliding Open - 1-sza w Klasa Sportowa ranking

## Ciekawostki
- Wspomniana w koreańskim serialu Crash Landing on You w odcinku 3, główna bohaterka lata na paralotni[10][11].